# Fournes-Cabardès
Fournes-Cabardès is een gemeente in het Franse departement Aude (regio Occitanie) en telt 67 inwoners (2009). De plaats maakt deel uit van het arrondissement Carcassonne.

## Geografie
De oppervlakte van Fournes-Cabardès bedraagt 12,2 km², de bevolkingsdichtheid is dus 5,5 inwoners per km².

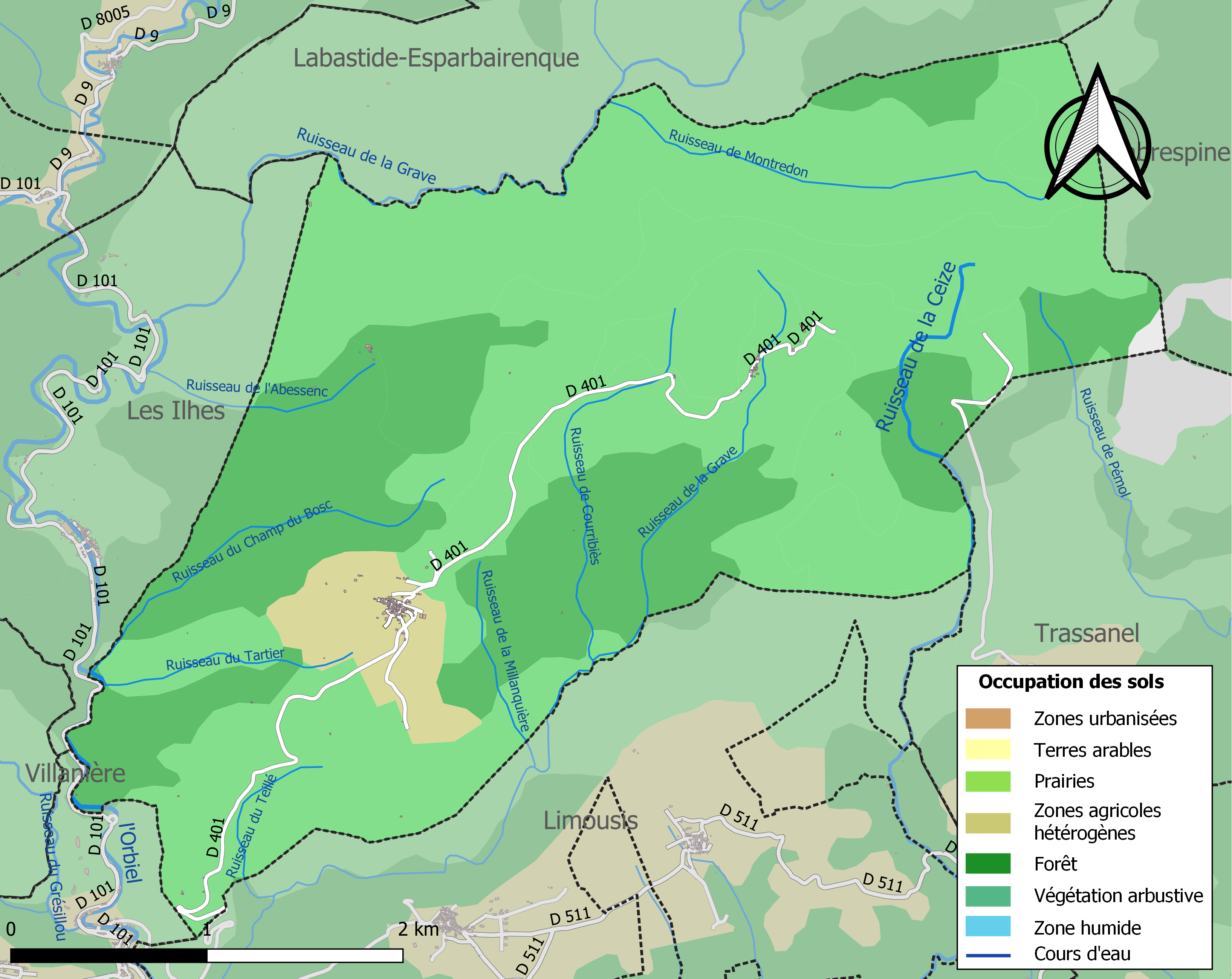

## Demografie
Onderstaande figuur toont het verloop van het inwonertal (bron: INSEE-tellingen).

Vanwege een beveiligingsprobleem met de MediaWiki Graph-software is het momenteel niet mogelijk deze grafiek weer te geven. Zodra de software is bijgewerkt zal de grafiek vanzelf weer zichtbaar worden.